# Anton Peikrishvili

a Compétitions nationales et continentales officielles uniquement.

b Matchs officiels uniquement.
Dernière mise à jour le 14 février 2023.
Anton Peikrishvili (en géorgien : ანტონ ფეიქრიშვილი et phonétiquement en français : Antone Péïkrichvili), né le 18 septembre 1987 à Tbilissi, est un joueur international géorgien de rugby à XV évoluant au poste de pilier. Il évolue au SU Agen, au Castres olympique, au CA Brive, à l'Aviron bayonnais, aux Cardiff Blues puis au Stade montois.

## Carrière de joueur

### En club
En 2019, il rejoint le Stade montois au printemps en tant que joueur supplémentaire avant de faire son retour au SU Agen en qualité de joker Coupe du monde.

### En équipe nationale
Il fait son premier match international avec l'équipe de Géorgie le 2 février 2008 contre l'Équipe du Portugal.

## Statistiques en équipe nationale
- 27 sélections
- 35 points
- sélections par année : 2 en 2008, 2 en 2009, 3 en 2010, 1 en 2011, 2 en 2013, 3 en 2014, 4 en 2015, 7 en 2016, 2 en 2017 et 2 en 2018.

## Palmarès
- Vainqueur de la Pro D2 en 2010 avec le SU Agen.

- Vainqueur du Championnat de France en 2013 avec le Castres olympique.
- Finaliste du Championnat de France en 2014 avec le Castres olympique.
- Vainqueur du Challenge Européen en 2018 avec les Cardiff Blues.